# 目黒花壇・苔香園
目黒花壇苔香園（めぐろかだんたいこうえん）は、かつて存在した日本の庭園。東京都目黒区下目黒4丁目23番付近に存在した。

## 概要
- 明治期には向島百花園と並ぶ庭園として有名だった。
- 六畝川（現在は暗渠。現在の羅漢寺川緑道）から引いた水により3つの池があった。

## 沿革
高名な盆栽業者で宮内庁御用達であった木部米吉（苔香園米翁）が1902年（明治35年）ごろに開園し、1920年（大正9年）ごろ閉園したとされる。

## 交通アクセス
- 目黒不動（瀧泉寺）の西側の三折坂から下ったところに正門があった。
- 東急バス 渋72 - 目黒不動尊 停留所下車すぐ。